# Rafael Tardío Alonso

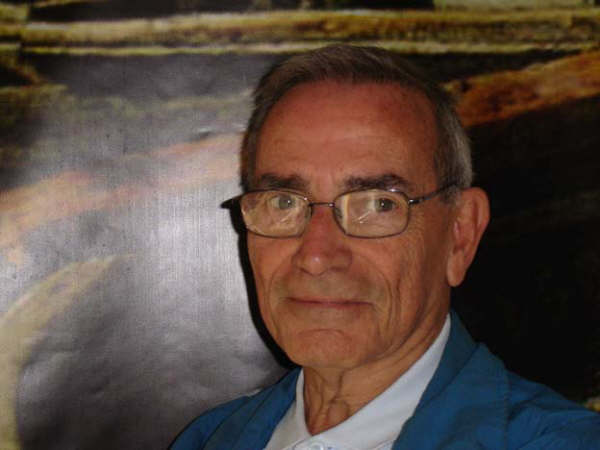
Rafael Tardío Alonso.

Rafael Tardío Alonso (El Puerto de Santa María, Cádiz, España, 22 de septiembre de 1929-22 de septiembre de 2016) fue un pintor costumbrista: su pintura siempre fue figurativa y realista: paisajes, escenas costumbristas y figuras.
Durante gran parte de su vida compaginó su trabajo como Assistant Director en el Accounting Department de la Base Naval de Rota (Cádiz) con una muy prolífica actividad pictórica, fruto de la cual ha sido la realización de numerosas exposiciones por toda España. 
Rafael Tardío se dedicaba a su faceta artística en su estudio de la playa de Valdelagrana, en El Puerto de Santa María, donde, una vez retirado, pintaba esporádicamente y desarrollaba su faceta literaria. Allí acabó su última obra, Una historia de ocho siglos, sobre la genealogía del apellido Tardío en la provincia de Cádiz.

## Formación académica
- Estudió pintura en la Academia de Bellas Artes de Santa Cecilia de dicha ciudad, siendo su profesor el pintor Juan Lara Izquierdo.

## Técnicas pictóricas
Trata técnicas diversas, como óleo, acuarela, témpera, pastel, dibujos a plumilla en negro e iluminadas en color, carbón, sanguina y otras técnicas mixtas para ilustración. De todas ellas, destaca en el óleo y la plumilla.
En óleo ha realizado numerosos cuadros de paisajes y composiciones de estilo figurativo,  así como cuadros de realismo fantástico de estilo surrealista e hiperrealista. En sus plumillas dedica una especial preferencia por los paisajes andaluces, principalmente locales, rústicos y urbanos, y en los últimos años, por los temas religiosos, donde con creciente y tenaz porfía  ejecuta dibujos muy detallados, al estilo de los grabados clásicos. Esta última faceta de suproducción es la más difundida. Existen obras suyas en el Excmo. Ayuntamiento y el Museo  Municipal de El Puerto de Santa María, en la Casa de la Cultura de San Fernando, Diputación  Provincial de Cádiz, Cámara de la Propiedad Urbana de Sevilla, en varios centros oficiales  de Andalucía, así como en el Monasterio de Yuste (Cuacos, Cáceres) y en diversas colecciones  privadas en España, Estados Unidos de América, Inglaterra, Italia, Grecia y Japón.

## Etapas profesionales
- Desde agosto de 1965 hasta julio de 1966 fue ilustrador del bisemanario "La Voz de la Bahía", periódico editado durante dicho período en el Puerto de Santa María y realizado en los talleres de Jerez Industrial. Posteriormente colaboró en varias otras publicaciones de ámbito local y provincial.
- En 1971 fue seleccionado por el grupo americano "TARLINCO", que editó su colección "Reflexions of Spain" de temas locales que se reprodujeron en litografías a color para su difusión en Estados Unidos de América.
- En 1981 ilustró el libro "Del Mar de Cádiz", de Rafael Alberti, editado por la Fundación Municipal de Cultura del Puerto de Santa María, y el libro "Ciudad Pasajera" del poeta José Félix Olalla, editado en Barcelona.

- En 1983, ilustró la contraportada del libro "Guía Histórico-Artística de El Puerto de Santa María”, de Olga Lozano Cid y Mercedes García Pazos, editado por la Fundación Municipal de Cultura del Excmo. Ayuntamiento de El Puerto de Santa María, y realizó la portada del libro "El Almirante Valdivieso, su palacio y el Puerto de Santa María en el siglo XVII".
- En 1984 creó la colección "Rincones Portuenses”, edición limitada de cien copias numeradas y firmadas de doce plumillas dedicadas a su ciudad natal; otra colección titulada "Imágenes del Puerto", con litografías en color de tres cuadros; y una edición limitada para Bodegas Fernando A. de Terry, S.A., sobre temas bodegueros.
- En 1985 viajó repetidas veces a Marruecos creando una serie de 31 cuadros al carbón, plumilla y acuarela sobre temas marroquíes que presentó en la inauguración del restaurante Semiramis Palace, de El Puerto de Santa María.
- Realizó múltiples encargos para diversas entidades, tales como Osborne y Cia., Bodegas Fernando A. de Terry, S.A., varios Bancos, el Hospital Universitario "Marqués de Valdecilla", de Santander, el Hospital de La Paz, Madrid, y para varias colecciones particulares.
- A lo largo de los años expuso sus obras en muchas exposiciones en ciudades gaditanas —El Puerto de Santa María, Cádiz, Jerez de la Frontera, San Fernando, Rota, Arcos de la Frontera, Algeciras— y fuera de Cádiz: Madrid, Barcelona, Santander, Elda (Alicante) y Sevilla.
- Destaca la exposición celebrada en 1992, con motivo del V Centenario del Descubrimiento de América que, bajo especial patrocinio del Excmo. Ayuntamiento, se realizó en el Auditorio Municipal Monasterio de San Miguel.
- En 1998 presentó en el Claustro de Santo Domingo de Jerez de la Frontera, una exposición de 37 cuadros realizados a plumilla, titulada CARTUSIA DEFENSIONIS, con motivo del Cincuentenario (1948-1998) del regreso de los Cartujos al Monasterio de Nuestra Señora de la Defensión, sito en dicha ciudad. En estos cuadros desvelaba, por primera vez, escenas inéditas de la vida cotidiana de los Cartujos. La muestra duró tres meses, siendo la más renombrada de cuantas hizo.
- Entre 1999 y el 2000, por encargo de la Orden de San Juan de Dios, de Jerez de la Frontera, realizó una colección de 34 cuadros, también a plumilla, sobre la vida de San Juan Grande, patrono diocesano de Jerez, con motivo del IV Centenario de la muerte del Santo.
- En 2004 se organizó en su ciudad natal una muestra de su pintura a través de los años, titulada RAFAEL TARDÍO: 50 AÑOS DE PINTURA, donde se exponían varios de sus cuadros más destacados y una presentación audiovisual de la mayoría de su obra.

## Libros y Publicaciones
- En 1992 editó unas carpetas tituladas "El Puerto de Santa María y el Descubrimiento de América" conteniendo tres litografías de sendos cuadros ejecutados a plumilla y acuarela, para resaltar la importante participación de El Puerto en el magno acontecimiento histórico.
- En 1999, como consecuencia de la exposición realizada en la Cartuja de Jerez ese mismo año y a petición del público jerezano, editó el libro CARTUSIA DEFENSIONIS, en el que se reproducen todos los cuadros y se incluyen textos explicativos de las ilustraciones, y otros sobre la vida de San Bruno, fundador de la Orden, y la historia de la Cartuja de Jerez desde su inicio en el siglo XV hasta nuestros días.
- Entre 1999 y 2000 escribió una extensa biografía novelada del San Juan Grande, titulada EN EL CIELO COMO EN LA TIERRA, paralelamente a la exposición que realizó sobre el santo en Jerez.
- En el año 2007 cumplió su ilusión de escribir una novela de corte histórico, en asociación con Pedro García Martos, microbiólogo amigo y colaborador literario de sus otros libros, que publicó bajo el nombre de ATRUM VULNUS. Esta novela narra la historia de un  humilde carbonero del siglo XIV que abandona las montañas del Pirineo Aragonés ansiando conquistar un futuro mejor. Con el apoyo de un canónigo de Roda de Isábena logra entrar al servicio del infante Pedro de Aragón, pero la terrible epidemia de Peste Negra que azotó al continente Europeo en la Alta Edad Media acaba truncando su destino.

## Premios obtenidos
Rafael Tardío Alonso no ha sentido inclinación por participar en certámenes a la caza de premios, no obstante, en aquellos en que se vio comprometido a presentar trabajos, ganó algún galardón, entre los que se seleccionan los siguientes:
- 1955 - Cartel de Feria. El Puerto de Santa María.
- 1966 - Premio de la I Exposición Provincial del Excmo. Ayuntamiento, Academia de Bellas Artes el Instituto  Técnico. El Puerto de Santa María.
- 1976 - Premio VI Salón Nacional de Pintura, Fiestas del Carmen y la Sal. San Fernando (Cádiz).
- 1981 - Premio del 9th Annual OWC Art Show. Base Naval de Rota.
- 1981 - Cartel de Carnaval. Puerto Real (Cádiz).
- 1982 - Cartel del Homenaje al Poeta Rafael Alberti. El Puerto de Santa María.
- 1983 - Premio de CINCUSNAVEUR OPSEC Contest. Londres.
- 1990 - Cartel de Carnaval. Puerto Real, (Cádiz).
- 1990 - Cartel de Feria. El Puerto de Santa María.

## Exposiciones individuales
- 1964 - Fiesta de la Hispanidad, Instituto Laboral. El Puerto de Santa María.
- 1968 - Officer's Club. Base Naval de Rota.
- 1971 - Chief Petty Officer's Club. Base Naval de Rota.
- 1972 - Acey Ducey Club, Base Naval, Rota.
- 1974 - Hotel Puertobahía. El Puerto de Santa María.
- 1975 - Casino de Algeciras.
- 1975 - Exposición Inaugural de la Casa de la Cultura. El Puerto de Santa María.
- 1977 - Hotel Playa de la Luz, Rota.
- 1979 - Casa de la Cultura. El Puerto de Santa María.
- 1979 - Pabellón de Cádiz, Casa de Campo. Madrid.
- 1980 - Casa de la Cultura. San Fernando. (Cádiz)
- 1980 - Bodegas del Dry Sack, Fundación Ruiz-Mateos. Jerez de la Frontera.
- 1981 - Fundación Alcalde Zoilo Ruiz Mateos. Rota.
- 1982 - Hotel Los Lebreros Sol. Sevilla.
- 1983 - Bodega Exposición del Dry Sack. Jerez de la Frontera.
- 1983 - Club de Campo. Elda (Alicante).
- 1985 - Hotel Meliá Don Pepe. Marbella (Málaga).
- 1985 - Exposición inaugural del Semiramis Palace. El Puerto de Santa María.
- 1985 - Fundación Alcalde Zoilo Ruiz Mateos. Rota.
- 1985 - Officer's Club. Base Naval de Rota.
- 1987 - Excma. Diputación Provincial de Cádiz.
- 1987 - OWC Art Show, Base Naval de Rota.
- 1987 - Sala de Arte ARX-ARCIS. Arcos de la Frontera.
- 1987 - Hotel Los Lebreros Sol. Sevilla.
- 1988 - Exposición y Jornadas Didácticas, Colegio Guadalete. El Puerto de Santa María.
- 1988 - Exposición Inaugural de la Fundación Andrés de Ribera. Jerez de la  Frontera.
- 1988 - Salón de Exposición de Información y Turismo. Santander.
- 1989 - Caja de Ahorros de Jerez. El Puerto de Santa María.
- 1992 - Exposición del V Centenario, Hotel Monasterio de San Miguel. El Puerto de Santa María.
- 1994 - Fundación Alcalde Zoilo Ruiz-Mateos. Rota.
- 1998 - Exposición “Cartusia Defensionis”, Claustro de Santo Domingo. Jerez de la Frontera.
- 2000 - Expone en el Alcázar de Jerez los cuadros sobre la Vida de San Juan Grande. Jerez de la Frontera.
- 2004 - Exposición  “Cincuenta años de pintura”. Centro Cultural Alfonso X el Sabio. El Puerto de Santa María.

## Exposiciones colectivas
- 1950 - Círculo de Labradores. El Puerto de Santa María.
- 1966 - I Exposición Nacional del Excmo. Ayuntamiento, Academia de Bellas Artes e Instituto Técnico. El Puerto de Santa María.
- 1976 - VI Salón Nacional de Pintura. San Fernando (Cádiz).
- 1976 - 4th Annual OWC Art Show. Base Naval de Rota.
- 1977 - II Bienal de Artes Plásticas. Excma Diputación e Instituto de Estudios Gaditanos. Cádiz.
- 1977 - Exposición Pabellón Municipal. Rota.
- 1978 - XVII Exposición de Pintura de la Caja de Ahorros. Jerez de la Frontera.
- 1979 - 7th Annual OWC Art Show. Base Naval de Rota.
- 1980 - Exposición de Artistas Portuenses. Casa de la Cultura. El Puerto de Santa María.
- 1981 - 9th Annual Art Show. Base Naval de Rota.
- 1984 - II Muestra de Pintura y Escultura. Caja Postal. San Fernando (Cádiz).
- 1985 - 10th Annual OWC Art Show. Base Naval de Rota.
- 1987 - Officer's Club. Base Naval de Rota.
- 1988 - Galería de Arte Doña Blanca. Jerez de la Frontera.
- 1988 - Galería de Arte La Caja de Pandora. El Puerto de Santa María.
- 1994 - Exposición de Artistas Portuenses, Sagitario. El Puerto de Santa María.

- Datos: Q6098013